# Nazionale maschile di cricket dei Paesi Bassi
La nazionale di cricket dei Paesi Bassi è la selezione nazionale che rappresenta il Regno dei Paesi Bassi nel gioco del cricket.

## Storia

### Le origini
Il cricket fu introdotto nei Paesi Bassi per la prima volta da un commerciante inglese, che lo portò a Scheveningen negli anni Ottanta del Settecento. Il gioco era già conosciuto nei Paesi Bassi sin dai primi anni del XIX secolo, grazie alla presenza dei soldati britannici durante le guerre napoleoniche.

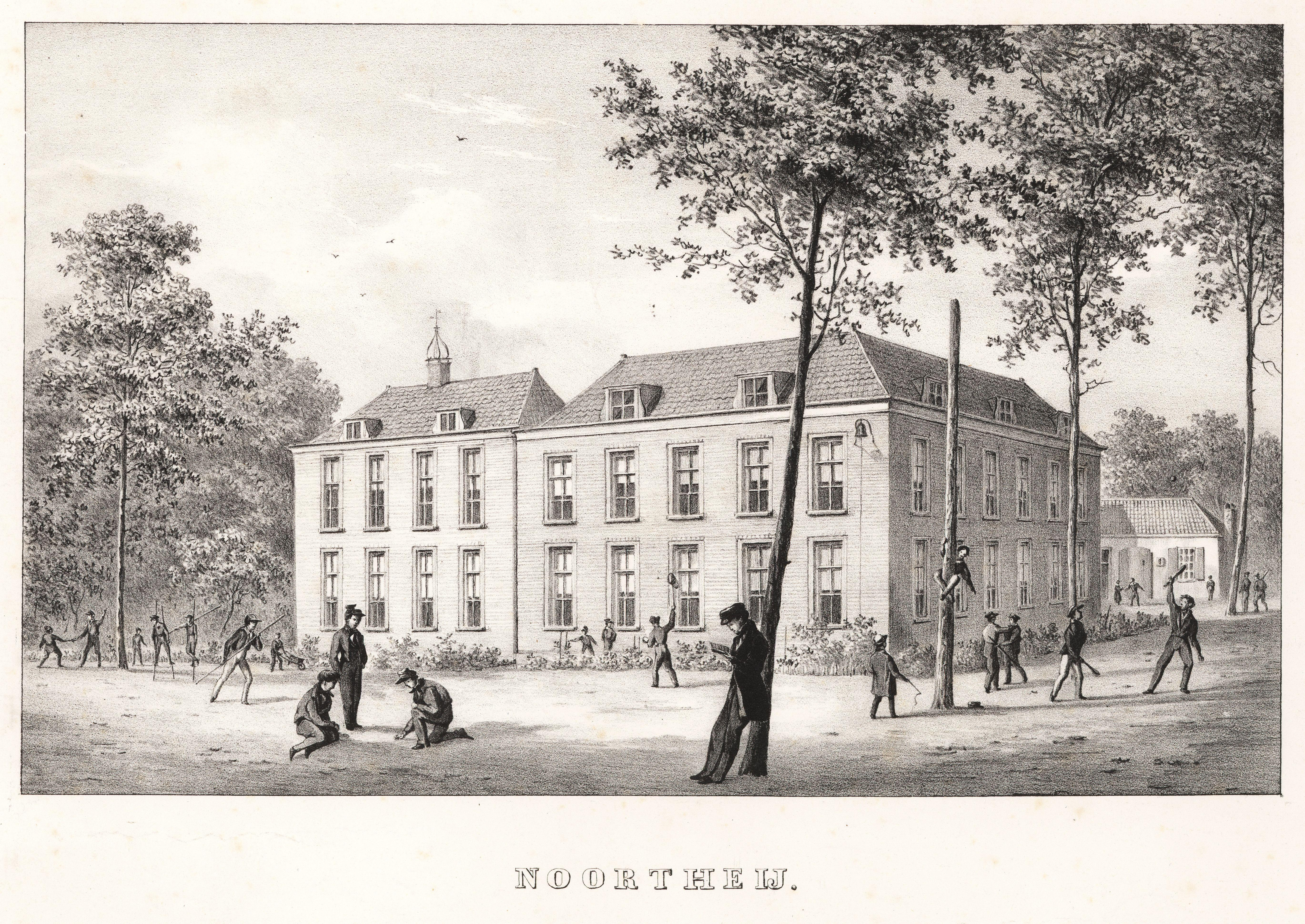
L'ex Noorey Institute, dove, tra le altre cose, veniva insegnato il cricket, 1849

Una successiva menzione del cricket risale al 1845, quando gli studenti dell'Instituut Noorey di Leidschendam praticavano questo sport. L'anno successivo, gli studenti sudafricani dell'Università di Utrecht giocarono a cricket, e nel 1856 anche studenti provenienti dalla Colonia del Capo e dai Paesi Bassi si cimentarono in partite a Utrecht. Nel 1857 fu fondato a Leidschendam il primo club di cricket nei Paesi Bassi.
Lo sport si sviluppò progressivamente, rimanendo inizialmente una pratica prevalentemente aristocratica, diffusa tra coloro che avevano legami con l'Inghilterra. Nel 1875 fu fondato a Deventer l'Utile Dulci, il più antico club di cricket olandese ancora attivo. A seguire, furono creati altri club, come l'Haagsche Cricket Club nel 1878 e il Rood en Wit di Haarlem nel 1881. A partire dalla metà degli anni Settanta del XIX secolo, lo sviluppo del cricket nei Paesi Bassi accelerò con la fondazione di nuovi club. Lo sport divenne popolare, in parte grazie ai valori vittoriani di fair play, dilettantismo ed esclusività. Nel 1888, i Paesi Bassi contavano 18 club di cricket con circa 300 membri. Tuttavia, questi club talvolta adottavano regole proprie, che non sempre corrispondevano a quelle stabilite dal Marylebone Cricket Club (MCC).

### La fondazione della nazionale
La squadra nazionale di cricket dei Paesi Bassi disputò la sua prima partita nel 1881, schierando una formazione di 22 giocatori provenienti da Uxbridge, ma subì una sconfitta per un inning. Con il passare del tempo, emerse la necessità di un'organizzazione centrale per il cricket nei Paesi Bassi, portando alla fondazione della Netherlands Cricket Bond (NCB).
Al momento della sua costituzione, il livello del cricket nei Paesi Bassi era ancora modesto. Il bowling veniva eseguito principalmente con il movimento dell'avambraccio e le partite si disputavano su superfici ragionevolmente piane. Nel 1899, l'associazione ingaggiò l'inglese Arthur Bentley per migliorare il livello del cricket olandese. Bentley introdusse tecniche moderne di bowling e apportò significativi miglioramenti anche alla battuta e al fielding. Lo sviluppo del cricket nella parte europea dei Paesi Bassi influenzò anche le colonie olandesi d'oltremare, in particolare Sint Maarten, dove lo sport si radicò. I giocatori di Sint Maarten contribuirono alla squadra di cricket delle Indie Occidentali, che ottenne lo status di Test cricket nel 1928.
Negli anni 1880 e 1890, le squadre di club inglesi visitarono regolarmente i Paesi Bassi, portando con sé il loro codice di abbigliamento, lo stile di gioco e il comportamento, che furono presto imitati dagli olandesi. Nel 1884, l'Haagsche Cricket Club vinse il primo campionato nazionale olandese. Nel 1886, la nazionale inglese iniziò a fare visite nei Paesi Bassi, e nel 1888 una squadra inglese, guidata da Lord Sheffield, giocò ad Amsterdam. Sir Arthur Conan Doyle, noto autore della saga di Sherlock Holmes, partecipò alla squadra del 1891.
Nel 1892, gli "Here van Holland" divennero la prima squadra olandese, e la prima squadra di cricket al di fuori dell'Impero britannico, a visitare l'Inghilterra. In Yorkshire, giocarono cinque partite contro squadre di club locali. Nel 1893, una squadra dello Yorkshire visitò i Paesi Bassi, affrontando l'All Holland a Heemstede, durante il quale lo spin bowler Ted Peate ottenne nove wicket nelle due partite giocate. Nel 1894, la squadra olandese tornò in Inghilterra per una partita contro il Marylebone Cricket Club (MCC) al Lord's, dove l'MCC vinse con un margine di un inning e 169 punti.
Le visite delle squadre inglesi continuarono per tutto il decennio, e fu durante uno di questi tour che Carst Posthuma, che in seguito sarebbe diventato il primo giocatore olandese di prima classe, fece il suo debutto. Durante la sua carriera, Posthuma prese un totale di 2.339 wicket con una media di 8,66.
Verso la fine del XIX secolo, il cricket conobbe una breve fase di popolarità tra le classi alte della società olandese. Tuttavia, dopo il 1890, il calcio divenne lo sport predominante. Molti club di cricket si trasformarono in club di calcio, spesso dopo aver praticato entrambi gli sport per un periodo di tempo. Nonostante ciò, il cricket non scomparve del tutto. Nelle cerchie dell'alta borghesia del Randstad, lo sport mantenne un seguito limitato. Nel primo decennio del XX secolo, la popolarità del cricket continuò a declinare, in particolare tra i giovani atleti. Questo calo di interesse fu in parte dovuto alla simpatia olandese per i boeri durante la Seconda guerra boera, che rese molti olandesi riluttanti a praticare uno sport associato all'Inghilterra.

### Le prime partite internazionali
Nel 1901, gli "Here van Holland" tornarono in Inghilterra per un nuovo tour, durante il quale il cricket olandese mostrò segni di maggiore stabilità. Durante il tour, la squadra giocò cinque partite, ottenendo due pareggi e subendo altrettante sconfitte. In una delle partite, gli olandesi totalizzarono 377 punti prima di perdere tutti i wicket, ma l'MCC vinse con 485 punti.
Nel 1905, la nazionale olandese incontrò il Belgio per la prima volta ad Anversa, terminando con un pareggio. Tre anni dopo, nel 1908, JC Schröder contribuì con 117 punti al totale di 240 punti contro il Belgio ad Anversa. Nel 1910, la squadra olandese partecipò a un torneo in Belgio durante l'Esposizione Universale di Bruxelles, che includeva, oltre al paese ospitante, il MCC e la Francia. Gli olandesi persero contro il MCC per due wicket e contro la Francia con un distacco di 63 punti, ma riuscirono a vincere contro il Belgio con un margine di 116 punti.
Durante la Prima Guerra Mondiale, nei Paesi Bassi, che mantennero una posizione di neutralità, molti ufficiali britannici furono internati e si unirono ai club di cricket locali. Una squadra composta da questi ufficiali vinse addirittura il campionato olandese nel 1918. Fino al 1937, sebbene interrotto dalla guerra, il cricket olandese continuò a giocare regolarmente contro il Belgio.
Dopo la fine della Prima Guerra Mondiale e la partenza delle truppe britanniche dai Paesi Bassi, la federazione olandese cercò nuovi avversari d'oltreoceano con cui la squadra nazionale potesse competere. Nel 1921 fu fondata la squadra itinerante olandese dei "Flamingos", che intraprese diverse tournée in Inghilterra, la prima delle quali ebbe luogo nel 1922. Anche le squadre inglesi continuarono a essere accolte nei Paesi Bassi. Questi sviluppi portarono alla fondazione di nuovi club o al ritorno all'attività di quelli preesistenti durante gli anni '20. Sebbene il cricket continuasse ad essere visto come uno sport d'élite, il numero di praticanti crebbe e sempre più persone adottarono il cricket come attività ricreativa, associandolo ai valori del dilettantismo e della sportività. Gli anni '30 sono considerati il periodo di massimo splendore del cricket olandese.

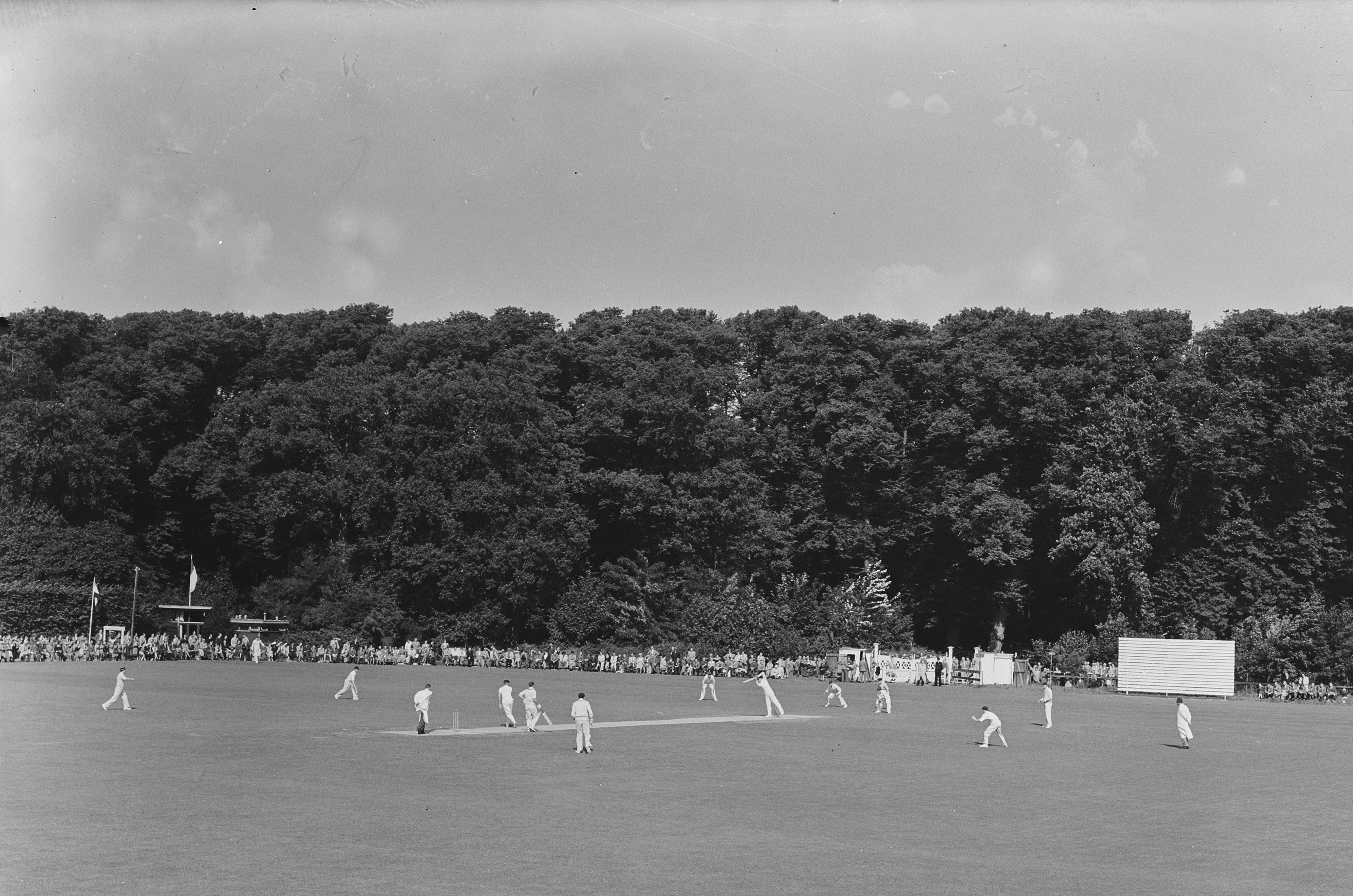
Partita di cricket tra Paesi Bassi e Sud Africa al VRA Cricket Ground di Amstelveen il 16 settembre 1951

Con l'invasione tedesca dei Paesi Bassi nel 1940, il cricket subì una drastica interruzione e poté essere praticato solo in segreto. I nazisti denigravano lo sport, definendolo "poco virile" e "non germanico", considerandolo troppo "non violento". Nonostante l'occupazione tedesca e le difficoltà derivanti dalla guerra, gli appassionati locali riuscirono a mantenere vivo il cricket, organizzando circa 300 partite all'anno, sebbene queste fossero svolte in circostanze molto difficili e clandestine.
Nel periodo immediatamente successivo alla Seconda Guerra Mondiale, furono organizzate alcune partite tra i club locali e le truppe britanniche. A partire dal 1951, molte nazioni di Test, a cominciare dal Sud Africa, visitarono regolarmente i Paesi Bassi durante o alla fine dei loro tour in Inghilterra, ottenendo quasi sempre vittorie decisive. Nel 1953, l'Australia fu ospite nei Paesi Bassi e vinse ad Amsterdam con un margine di 153 punti, mentre nel 1957 furono le Indie Occidentali a visitare il paese.
Nel 1955, la nazionale olandese incontrò per la prima volta la Danimarca, con entrambe le partite che terminarono con un pareggio. Questo incontro segnò l'inizio di una lunga serie di test continentali tra le due squadre, che proseguirono fino al 1981. Nel 1958, l'associazione olandese ottenne lo statuto reale dalla regina Giuliana dei Paesi Bassi, acquisendo il diritto di chiamarsi "Koninklijke Nederlandse Cricket Bond" (KNCB), nome che mantiene ancora oggi.

### L'ottenimento dello status di associato

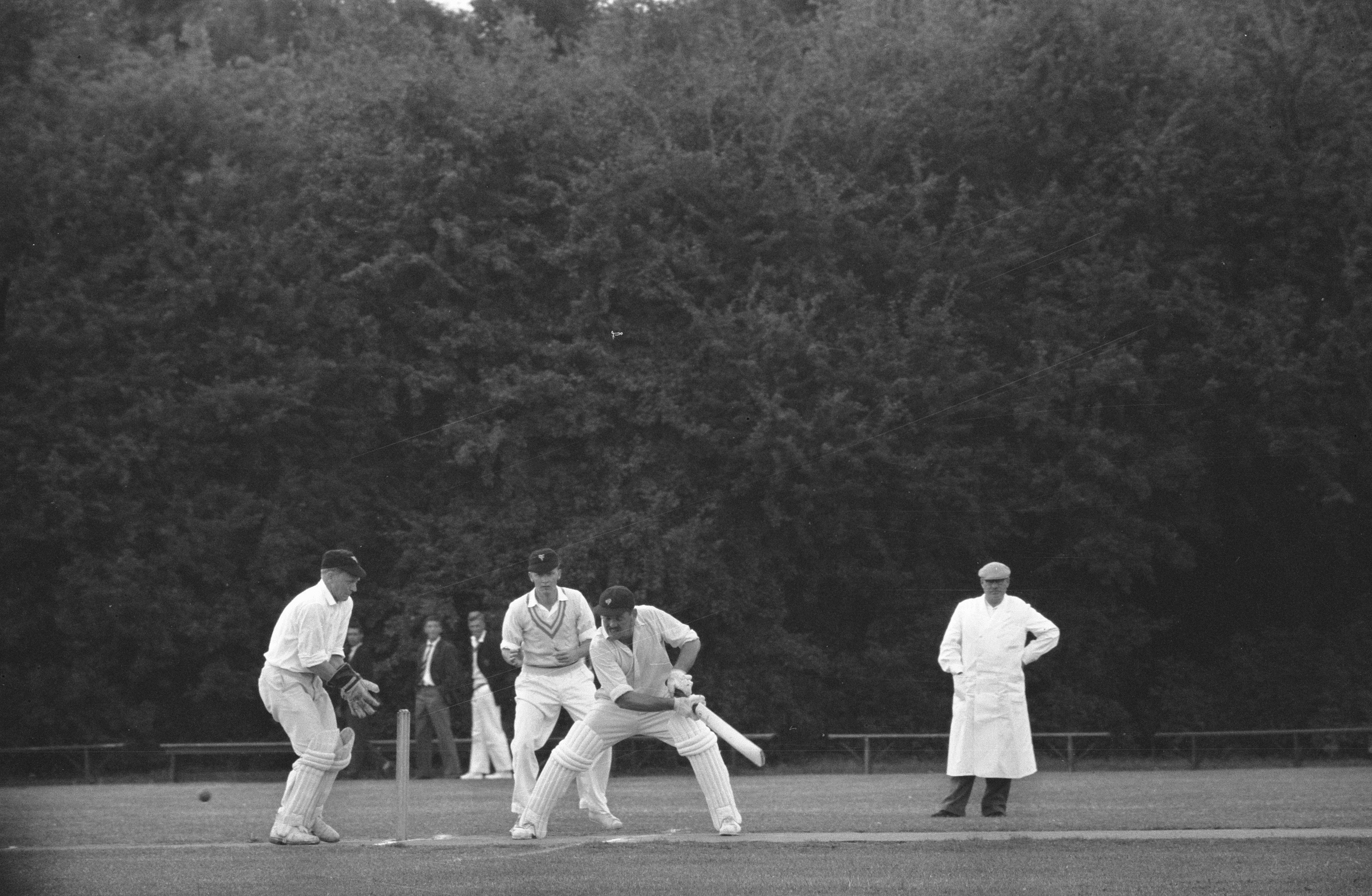
Partita di cricket tra Olanda e Danimarca al VRA Cricket Ground di Amstelveen il 25 luglio 1959

Nel 1963, WA Pierhagen ottenne un notevole risultato, prendendo 14 wicket contro la Danimarca. Nel mese di agosto del 1964, la squadra olandese ottenne una storica vittoria contro una nazione di Test, sconfiggendo l'Australia per tre wicket ad Amsterdam durante le Ashes del 1964 in Inghilterra. Due anni dopo, nel 1966, l'associazione olandese divenne membro associato della International Cricket Council (ICC).
L'Olanda incontrò per la prima volta l'Irlanda nel 1970 e la Scozia nel 1979. Nel 1971, il wicket-keeper RF Schoonheim ottenne un risultato eccezionale, prendendo sette wicket nella partita contro l'Irlanda. Essendo una nazione non-Test, gli olandesi non furono invitati a partecipare alla Coppa del Mondo di Cricket del 1975 in Inghilterra. Dopo che il Marylebone Cricket Club (MCC) cedette la responsabilità della squadra nazionale inglese al Test and County Cricket Board nel 1977, la KNCB divenne la più antica associazione nazionale di cricket ancora attiva nel mondo.
Durante i primi due tornei della Coppa del Mondo ICC, nel 1979 e nel 1982, l'Olanda non riuscì a ottenere il successo sperato, venendo eliminata nella fase preliminare di entrambi i tornei. Di conseguenza, la squadra non riuscì a qualificarsi per la Coppa del Mondo di Cricket del 1979 e del 1983 in Inghilterra. Tuttavia, nella terza edizione, nel 1986, l'Olanda terminò al secondo posto, dietro solo allo Zimbabwe, ma questo non fu sufficiente per qualificarsi per la Coppa del Mondo di Cricket del 1987, che si svolse in India e Pakistan.

### I successi degli anni 89 e 90
Negli anni '80, il numero di giocatori nati all'estero nella squadra nazionale dei Paesi Bassi aumentò significativamente. La maggior parte di questi giocatori acquisì la cittadinanza olandese o si qualificò attraverso la residenza a lungo termine nel paese. Sebbene questi atleti abbiano contribuito a migliorare la qualità del gioco della nazionale, hanno anche elevato l'età media della squadra, riducendo le opportunità per i giocatori più giovani. Il periodo compreso tra il 1986 e il 2001 è considerato il più prospero nella storia del cricket olandese.
A metà degli anni '80, diversi giocatori di cricket olandesi intrapresero carriere professionistiche con club della contea inglese. Il primo fu Paul-Jan Bakker, un giocatore di bowling medio veloce che militò nell'Hampshire dal 1986 al 1992. Il giocatore di cricket olandese di maggior successo in Inghilterra fu Roland Lefebvre, un battitore destro e lanciatore medio veloce che giocò prevalentemente per Somerset (1990–1992) e Glamorgan (1993–1995). Entrambi, Bakker e Lefebvre, si misero a disposizione della squadra nazionale quando richiesto, con Lefebvre che ricoprì anche il ruolo di capitano per diversi anni.
Nel 1988, la nazionale olandese intraprese un tour di successo in Nuova Zelanda, mentre nel 1989 sconfisse una forte squadra inglese, che includeva futuri capitani come Alec Stewart e Nasser Hussain, con un margine di tre punti.
Nel 1990, i Paesi Bassi ospitarono l'ICC Trophy, il primo torneo di questo tipo organizzato fuori dall'Inghilterra. La squadra olandese concluse il torneo al secondo posto, perdendo contro lo Zimbabwe e, di conseguenza, mancò la qualificazione per la Coppa del Mondo di cricket del 1992, che si svolse in Australia e Nuova Zelanda.
Durante gli anni '90, i Paesi Bassi ottennero diverse vittorie significative contro squadre di Test cricket affermate. Nel 1991, batterono le Indie Occidentali con cinque wicket, nel 1993 sconfissero l'Inghilterra con sette wicket e nel 1994 vinsero contro il Sud Africa con nove wicket. Nel 1992, la squadra olandese subì una sconfitta interna contro il Pakistan, perdendo di sette punti. Nel 1994, i Paesi Bassi si qualificarono per la loro prima Coppa del Mondo di cricket, arrivando terzi nel Trofeo ICC.
Durante la Coppa del Mondo del 1996, che si svolse in India, Pakistan e Sri Lanka, i Paesi Bassi persero tutte le partite contro Nuova Zelanda, Inghilterra, Pakistan, Emirati Arabi Uniti e Sud Africa, venendo eliminati per ultimi nel loro girone. Successivamente, la squadra partecipò al Campionato Europeo di cricket 1996, concludendo il torneo al secondo posto, dietro la nazionale irlandese. Da allora, i Paesi Bassi presero parte a tutte le edizioni del torneo, vincendo le edizioni del 1998 e del 2000.
Dal 1995, i Paesi Bassi presero parte al NatWest Trophy inglese per i successivi dieci anni, ottenendo il miglior risultato nel 1999, quando raggiunsero il quarto turno grazie a una vittoria contro il Durham. Nel 1996, furono costruiti campi da gioco in erba a Deventer e Amstelveen, considerati un passo significativo per la possibilità di ospitare tornei internazionali. Nonostante lo sviluppo del gioco, l'Olanda non riuscì a qualificarsi per la Coppa del Mondo di cricket del 1999, dopo aver concluso al sesto posto nel Trofeo ICC del 1997, svoltosi in Malesia. Tuttavia, i Paesi Bassi ospitarono una partita del torneo, tra Kenya e Sud Africa, che si disputò al VRA Cricket Ground di Amstelveen.

### Gli anni 2000
Nel 2001, i Paesi Bassi conquistarono per la prima volta il Trofeo ICC, sconfiggendo la Namibia in finale a Toronto. Questo successo permise loro di qualificarsi per la prima volta sia per il Champions Trophy del 2002, in Sri Lanka, sia per la Coppa del Mondo di cricket del 2003, che si svolse in Sud Africa, Kenya e Zimbabwe.
Nel Champions Trophy del 2002, la squadra olandese subì due sconfitte significative contro i padroni di casa e il Pakistan, risultando eliminata nella fase a gironi. Un risultato simile si verificò nella Coppa del Mondo del 2003, dove l'Olanda non riuscì a superare il turno preliminare, perdendo contro India, Inghilterra, Australia, Pakistan e Zimbabwe. Nella partita finale contro la Namibia, la squadra ottenne la sua prima vittoria internazionale in una partita ODI. Durante la Coppa del Mondo, due battitori olandesi, Feiko Kloppenburg (con 121 punti) e Klaas-Jan van Noordwijk (con 134 punti senza perdere il wicket), segnarono i primi due secoli ODI nella storia del cricket olandese.
I Paesi Bassi terminarono il Trofeo ICC 2005 al quinto posto, qualificandosi così per la Coppa del Mondo di cricket del 2007, che si svolse nelle Indie Occidentali. Questo risultato consentì loro di ottenere lo status di squadra ODI (One Day International) fino alle qualificazioni del 2009. La prima partita ODI con questo nuovo status era inizialmente prevista per marzo 2006 contro il Kenya, ma fu annullata a causa del tour del Kenya in Bangladesh. La prima partita ufficiale ODI dell'Olanda, e la dodicesima in assoluto, si disputò contro lo Sri Lanka, ed è stata anche la prima partita casalinga ODI per la squadra. Lo Sri Lanka vinse la serie di due partite per 2-0, stabilendo un record ODI con un punteggio di 443/9 nella prima partita.

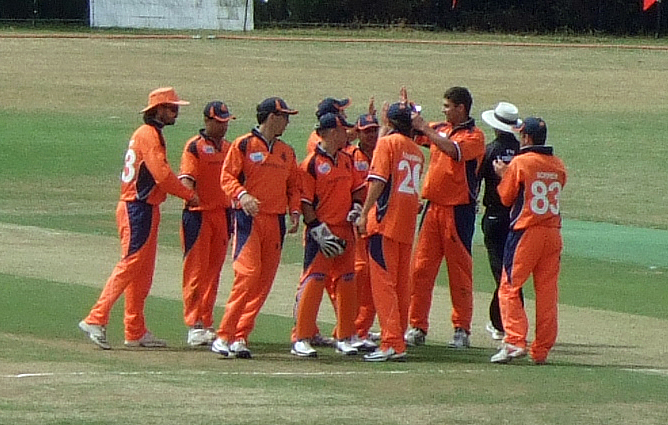
La nazionale olandese il 5 luglio 2010 a Rotterdam

Nel marzo 2006, l'Olanda giocò la sua prima partita della Coppa Intercontinentale 2006 contro il Kenya a Nairobi, ottenendo un pareggio ma segnando i primi sei punti per il comando nel primo inning. Successivamente, nell'agosto dello stesso anno, i Paesi Bassi parteciparono alla Prima Divisione del Campionato Europeo di Cricket, dove sconfissero Danimarca e Italia, ma persero contro la Scozia, concludendo il torneo al terzo posto.
Nel novembre 2006, i Paesi Bassi intrapresero una tournée in Sud Africa. Iniziarono giocando una partita della Coppa Intercontinentale del 2006 contro le Bermuda, in cui David Hemp stabilì un record del torneo con 247 punti senza perdere il wicket, ma la partita terminò in parità. Successivamente, parteciparono alla Associates Triangular Series del 2006 in Sud Africa, un torneo che li vide confrontarsi con Bermuda e Canada. I Paesi Bassi vinsero il torneo, affermandosi come vincitori della serie triangolare. L'ultima partita della tournée in Sud Africa fu contro il Canada nella Coppa Intercontinentale. L'Olanda trionfò con una vittoria per sette wicket, grazie a una prestazione straordinaria di Ryan ten Doeschate, che stabilì un nuovo record di punteggio con 259 punti senza venire eliminato.

### Gli esordi nel cricket T20
Nella primavera del 2007, i Paesi Bassi parteciparono alla Division One della World Cricket League a Nairobi, dove si classificarono terzi su sei partecipanti, mancando così la qualificazione per il primo World Twenty20, che si sarebbe svolto in Sud Africa.
Nell'estate 2007, la squadra prese parte alla Coppa del Mondo di cricket nelle Indie Occidentali, ma fu eliminata nella fase a gironi dopo aver perso contro Sud Africa e Australia, con l'unica vittoria ottenuta contro la Scozia. Dopo la Coppa del Mondo, il cricket olandese attraversò una fase di transizione. In questo periodo, la squadra femminile superò la nazionale maschile, guadagnando uno status più elevato all'interno della ICC, grazie alla disputa della sua prima partita test nel 2007, che rimase l'unica partita test mai giocata nei Paesi Bassi.
Nel giugno 2007, la nazionale olandese si recò in Canada per disputare una partita di Coppa Intercontinentale contro la squadra canadese a King City, riuscendo a vincere. La squadra conquistò anche la sua prima vittoria ODI del tour, battendo il Canada con un margine di 117 punti. Successivamente, partecipò alla Quadrangular Series del 2007 in Irlanda, ma perse sia contro le Indie Occidentali, con una sconfitta di dieci wicket, sia contro l'Irlanda, con una sconfitta di una sola corsa.
Il World Twenty20 Qualifier si svolse nell'agosto 2008, durante il quale l'Olanda disputò le sue prime partite di T20I. Grazie al miglior run rate netto, la squadra concluse il Gruppo B al primo posto. In semifinale, sconfissero la Scozia, mentre la finale non si disputò a causa della pioggia, e la squadra olandese condivise il trofeo con l'Irlanda. Questo risultato permise ai Paesi Bassi di qualificarsi per il World Twenty20 2009 in Inghilterra. Nel torneo, l'Olanda fece scalpore nella partita di apertura, sconfiggendo i padroni di casa, l'Inghilterra, con quattro wicket a Lord's. Tuttavia, nella seconda partita, la squadra olandese perse contro il Pakistan, futuro vincitore del torneo, e non riuscì a qualificarsi per il Super 8 a causa del punteggio netto più basso, dopo aver subito una sconfitta anche contro l'Inghilterra.

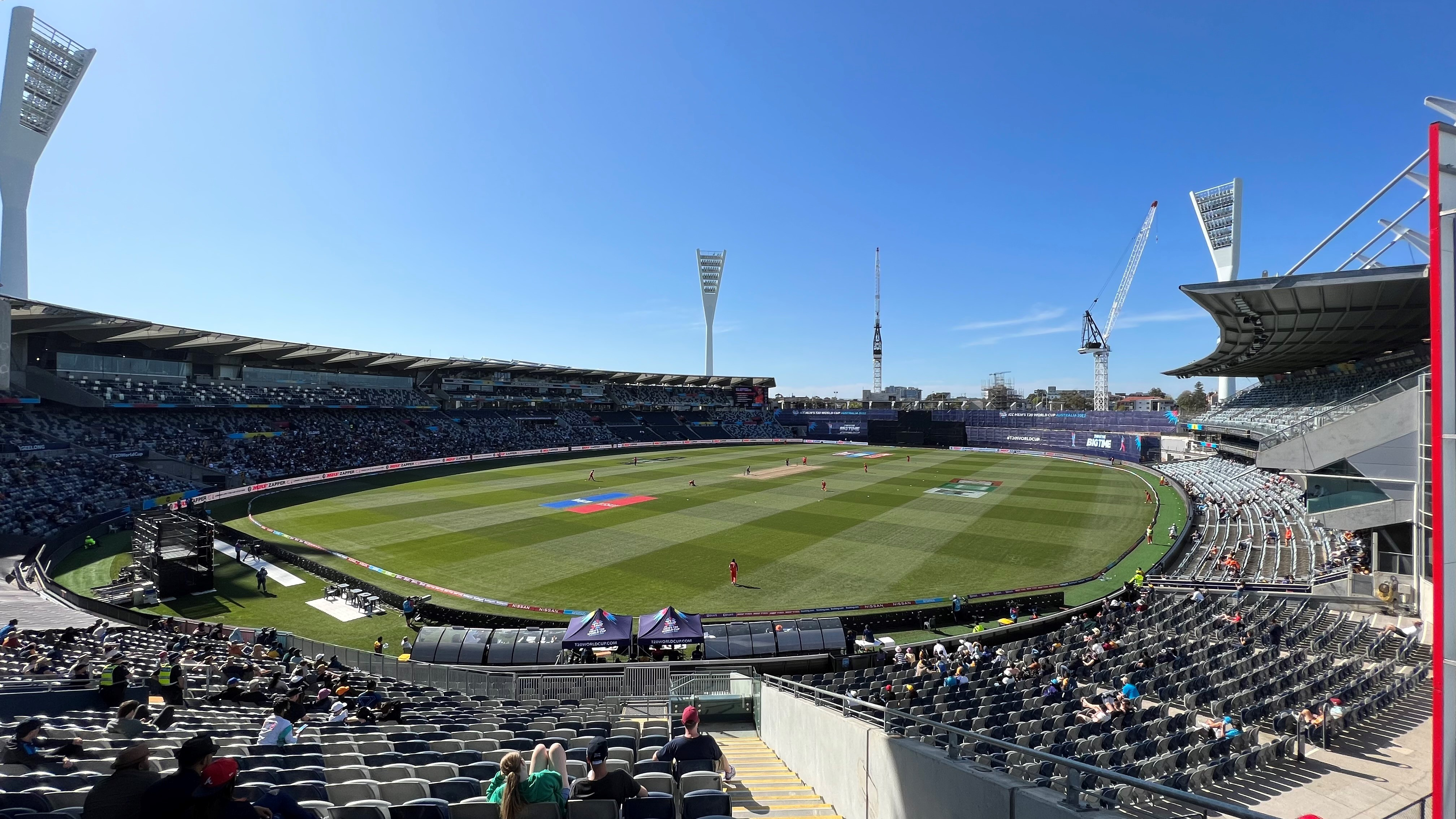
Partita tra Sri Lanka e Olanda nella Coppa del Mondo T20 2022 in Australia

Nel 2010, i Paesi Bassi si qualificarono nuovamente per il World Twenty20, questa volta nelle Indie Occidentali, ma arrivarono quarti nel loro girone e non superarono la fase a gruppi. Lo stesso accadde due anni dopo, quando la squadra si classificò al quarto posto nelle qualificazioni per il World Twenty20 2012 in Sri Lanka, fallendo nuovamente la qualificazione per la fase successiva del torneo.

### Gli anni '10 e il consolidamento internazionale
Il 20 luglio 2010, i Paesi Bassi conseguirono una storica vittoria contro una nazione di Test in una partita ODI. Nell'unico incontro ODI durante la visita del Bangladesh, che dovette essere ridotto a 30 over a causa della pioggia, l'Olanda sconfisse i visitatori con sei wicket. Questa vittoria, unita ai successi ottenuti contro altre nazioni associate e affiliate, consentì ai Paesi Bassi di entrare per la prima volta nella classifica ODI dell'ICC.
Con il terzo posto nel torneo di qualificazione del 2009, i Paesi Bassi si qualificarono per la Coppa del Mondo di cricket 2011, che si svolse in Bangladesh, India e Sri Lanka. Durante il torneo, il 22 febbraio 2011, la squadra olandese ottenne il punteggio più alto contro una nazione di Test, quando, battendo per primi contro l'Inghilterra, raggiunsero un totale di 292 punti. Ryan ten Doeschate fu protagonista, segnando 119 punti in 110 palloni. Nonostante ciò, non riuscirono a difendere il loro alto punteggio durante la fase di bowling, perdendo la partita a causa di una sorprendente prestazione dell'Inghilterra, che vinse con sei wicket. Nelle altre partite contro le Indie Occidentali, Sud Africa, India, Bangladesh e Irlanda, i Paesi Bassi non riuscirono a ottenere alcuna vittoria, venendo eliminati come ultimi nel loro girone. Successivamente, nel settembre 2011, la squadra olandese sconfisse il Kenya 2-0 in una breve serie ODI disputata in casa.
I Paesi Bassi prevalsero nelle qualificazioni per il World Twenty20 del 2013 e, nella fase finale in Bangladesh, registrarono una vittoria e una sconfitta prima di affrontare l'ultima partita decisiva, qualificandosi per la Super 10.  Nonostante le sconfitte nelle tre partite successive, inclusa una pesante sconfitta per 39/10 contro lo Sri Lanka, la squadra olandese si riprese battendo l'Inghilterra nell'ultima partita del girone. Tuttavia, nonostante questa vittoria, i Paesi Bassi conclusero il torneo all'ultimo posto nel loro gruppo.
Nel giugno 2014, durante una riunione dell'ICC a Melbourne, ai Paesi Bassi e al Nepal fu assegnato lo status di T20I, dopo che entrambi si erano qualificati per il World Twenty20 del 2014. Nonostante i successi degli anni precedenti, Paesi Bassi non riuscirono a superare il turno preliminare di qualificazione per la Coppa del Mondo di cricket del 2015, che si svolse in Australia e Nuova Zelanda, né riuscirono a qualificarsi per la Coppa del Mondo di cricket del 2019, che si disputò in Inghilterra e Galles.
Nel 2015 Paesi Bassi si qualificarono per la Coppa del Mondo T20 maschile di cricket 2016 in India, dove arrivarono secondi nel loro girone dietro al Bangladesh, ma non riuscirono a proseguire nella fase Super 10. Successivamente, si qualificarono anche per la Coppa del Mondo T20 del 2021, che si svolse in Oman e negli Emirati Arabi Uniti, ma furono eliminati dopo aver subito tre sconfitte nel turno preliminare.

### Gli anni '20

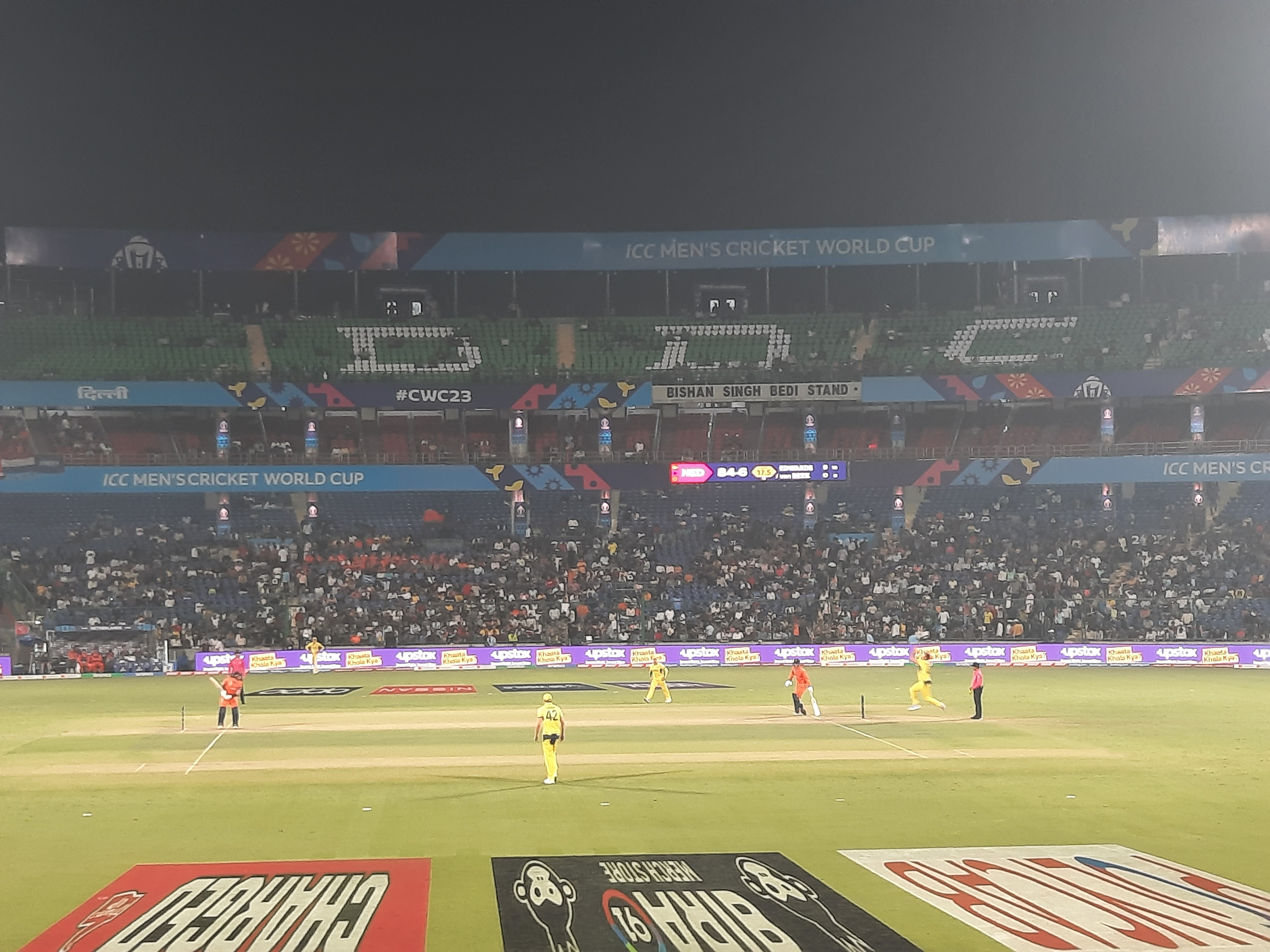
Partita tra Australia e Olanda ai Mondiali di cricket 2023 in India

Dopo aver vinto il campionato della World Cricket League 2015-2017, i Paesi Bassi entrarono nella Super League della Coppa del Mondo di cricket 2020-2023, qualificandosi per la Coppa del Mondo di cricket 2023 in India come l'unica nazione non Test, competendo contro le squadre Test. Gli orange conclusero la Super League al 13º e ultimo posto, perdendo così la qualificazione diretta.
Nel 2022, i Paesi Bassi riuscirono a qualificarsi per il World Twenty20 in Australia, dove raggiunsero la fase Super 12 grazie alle vittorie contro gli Emirati Arabi Uniti e la Namibia, e alla sconfitta contro lo Sri Lanka. Nella fase successiva, però, persero contro Bangladesh, India e Pakistan, venendo eliminati dal torneo. Nonostante ciò, nelle ultime due partite, la squadra olandese ottenne vittorie significative contro Zimbabwe e Sud Africa, qualificandosi così direttamente per la Coppa del Mondo T20 del 2024.
Nel turno preliminare della Coppa del Mondo di cricket 2023, i Paesi Bassi subirono sconfitte contro Pakistan, Nuova Zelanda, Sri Lanka, Australia, Afghanistan, Inghilterra e India, ma riuscirono a ottenere vittorie sorprendenti contro Sud Africa e Bangladesh.
Alla Coppa del Mondo T20 2024, i Paesi Bassi vinsero contro il Nepal, ma persero le partite successive contro Sud Africa, Bangladesh e Sri Lanka, venendo eliminati nel turno preliminare.
Nell'estate del 2025 i Paesi Bassi parteciparono alle finali europee di qualificazioni per la Coppa del Mondo T20 maschile di cricket 2026 allo Sportpark Westvliet di Voorburgn, nei Paesi Bassi, dal 5 all'11 di luglio. La nazione orange chiuse al primo posto, perdendo solamente con la Scozia, qualificandosi per i mondiali

## Simboli

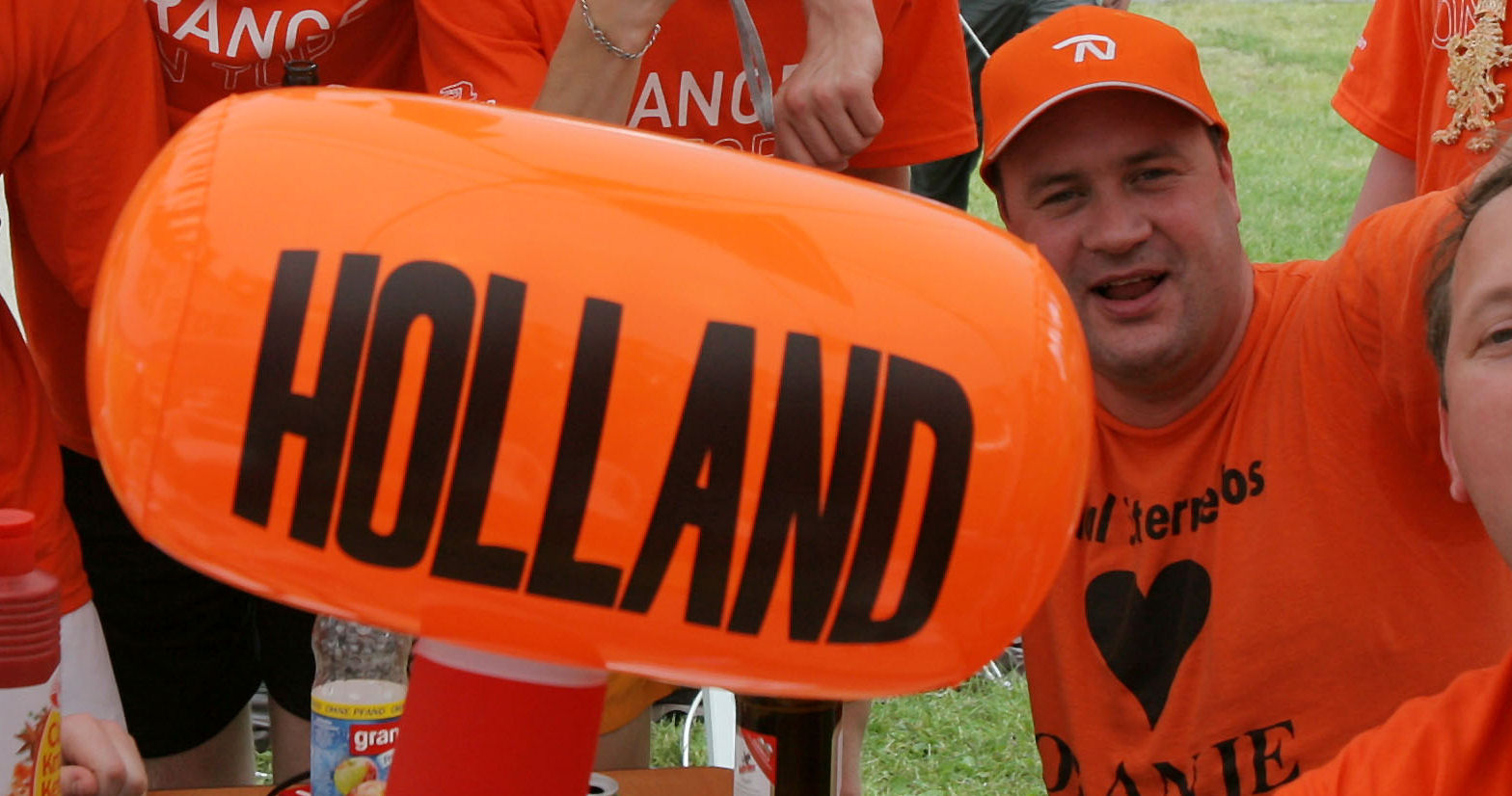
Il colore arancione è ripreso anche dai tifosi della nazionale

Nel cricket ODI e T20I, i giocatori olandesi indossano maglie arancioni con maniche arancioni e colletto blu, abbinate a pantaloni arancioni. I giocatori in campo portano un berretto da baseball blu con accenti arancioni o un cappello da sole arancione. Inoltre, i caschi dei battitori sono di colore arancione. Durante i tornei ufficiali dell'ICC, il logo dello sponsor è posizionato sulla manica destra, mentre la scritta "NETHERLANDS" appare sul davanti della maglia.
Il logo del Koninklijke Nederlandse Cricket Bond (KNCB) presenta un leone incoronato che cammina a grandi passi, con un wicket davanti a sé. Il leone, simbolo nazionale e reale dei Paesi Bassi, rappresenta la forza e l'orgoglio della nazione.

## Albo d'oro

### Coppa del Mondo di cricket
| Anno   | Round            | Pos.             | GP               | W                | L                | T                | NR               |                  |
| ------ | ---------------- | ---------------- | ---------------- | ---------------- | ---------------- | ---------------- | ---------------- | ---------------- |
| 1975   | Non partecipante | Non partecipante | Non partecipante | Non partecipante | Non partecipante | Non partecipante | Non partecipante | Non partecipante |
| 1979   | Non qualificata  | Non qualificata  | Non qualificata  | Non qualificata  | Non qualificata  | Non qualificata  | Non qualificata  | Non qualificata  |
| 1983   | Non qualificata  | Non qualificata  | Non qualificata  | Non qualificata  | Non qualificata  | Non qualificata  | Non qualificata  | Non qualificata  |
| 1987   | Non qualificata  | Non qualificata  | Non qualificata  | Non qualificata  | Non qualificata  | Non qualificata  | Non qualificata  | Non qualificata  |
| 1992   | Non qualificata  | Non qualificata  | Non qualificata  | Non qualificata  | Non qualificata  | Non qualificata  | Non qualificata  | Non qualificata  |
| 1996   | Gironi           | 12/12            | 5                | 0                | 5                | 0                | 0                |                  |
| 1999   | Non qualificata  | Non qualificata  | Non qualificata  | Non qualificata  | Non qualificata  | Non qualificata  | Non qualificata  | Non qualificata  |
| 2003   | Gironi           | 11/14            | 6                | 1                | 5                | 0                | 0                |                  |
| 2007   | Gironi           | 12/16            | 3                | 1                | 2                | 0                | 0                |                  |
| 2011   | Gironi           | 13/14            | 6                | 0                | 6                | 0                | 0                |                  |
| 2015   | Non qualificata  | Non qualificata  | Non qualificata  | Non qualificata  | Non qualificata  | Non qualificata  | Non qualificata  | Non qualificata  |
| 2019   | Non qualificata  | Non qualificata  | Non qualificata  | Non qualificata  | Non qualificata  | Non qualificata  | Non qualificata  | Non qualificata  |
| 2023   | Gironi           | 10/10            | 9                | 2                | 7                | 0                | 0                |                  |
| Totale | Totale           | Totale           | 29               | 4                | 25               | 0                | 0                |                  |

### Coppa del Mondo T20 maschile di cricket
| Anno   | Round           | Pos.            | GP              | W               | L               | T               | NR              |                 |
| ------ | --------------- | --------------- | --------------- | --------------- | --------------- | --------------- | --------------- | --------------- |
| 2007   | Non qualificata | Non qualificata | Non qualificata | Non qualificata | Non qualificata | Non qualificata | Non qualificata | Non qualificata |
| 2009   | Group stage     | 9/12            | 2               | 1               | 1               | 0               | 0               |                 |
| 2010   | Non qualificata | Non qualificata | Non qualificata | Non qualificata | Non qualificata | Non qualificata | Non qualificata | Non qualificata |
| 2012   | Non qualificata | Non qualificata | Non qualificata | Non qualificata | Non qualificata | Non qualificata | Non qualificata | Non qualificata |
| 2014   | Super 10        | 9/16            | 7               | 3               | 4               | 0               | 0               |                 |
| 2016   | Gironi          | 12/16           | 3               | 1               | 1               | 0               | 1               |                 |
| 2021   | Gironi          | 15/16           | 3               | 0               | 3               | 0               | 0               |                 |
| 2022   | Super 12        | 8/16            | 8               | 4               | 4               | 0               | 0               |                 |
| 2024   | Gironi          | 14/20           | 4               | 1               | 3               | 0               | 0               |                 |
| 2026   | Qualificata     | Qualificata     | Qualificata     | Qualificata     | Qualificata     | Qualificata     | Qualificata     |                 |
| Totale | Totale          | Totale          | 27              | 10              | 16              | 0               | 1               |                 |

### ICC Champions Trophy
| Anno   | Round           | Pos.            | GP              | W               | L               | T               | NR              |
| ------ | --------------- | --------------- | --------------- | --------------- | --------------- | --------------- | --------------- |
| 1998   | Non qualificata | Non qualificata | Non qualificata | Non qualificata | Non qualificata | Non qualificata | Non qualificata |
| 2000   | Non qualificata | Non qualificata | Non qualificata | Non qualificata | Non qualificata | Non qualificata | Non qualificata |
| 2002   | Group stage     | 12/12           | 2               | 0               | 2               | 0               | 0               |
| 2004   | Non qualificata | Non qualificata | Non qualificata | Non qualificata | Non qualificata | Non qualificata | Non qualificata |
| 2006   | Non qualificata | Non qualificata | Non qualificata | Non qualificata | Non qualificata | Non qualificata | Non qualificata |
| 2009   | Non qualificata | Non qualificata | Non qualificata | Non qualificata | Non qualificata | Non qualificata | Non qualificata |
| 2013   | Non qualificata | Non qualificata | Non qualificata | Non qualificata | Non qualificata | Non qualificata | Non qualificata |
| 2017   | Non qualificata | Non qualificata | Non qualificata | Non qualificata | Non qualificata | Non qualificata | Non qualificata |
| 2025   | Non qualificata | Non qualificata | Non qualificata | Non qualificata | Non qualificata | Non qualificata | Non qualificata |
| Totale | Totale          | Totale          | 2               | 0               | 2               | 0               | 0               |

## Statistiche
Partite internazionali – Paesi Bassi
Aggiornato all'11 luglio 2025.
| Record                  |     |    |    |   |      |
| Format                  | M   | W  | L  | T | D/NR |
| One-Day Internationals  | 146 | 56 | 85 | 1 | 5    |
| Twenty20 Internationals | 126 | 63 | 57 | 2 | 4    |

### ODI
Aggiornato al 12 giugno 2025 
| Nazionale            | P               | W               | L               | T               | NR              |
| vs Full Members      | vs Full Members | vs Full Members | vs Full Members | vs Full Members | vs Full Members |
| -------------------- | --------------- | --------------- | --------------- | --------------- | --------------- |
| Afghanistan          | 10              | 2               | 8               | 0               | 0               |
| Australia            | 3               | 0               | 3               | 0               | 0               |
| Bangladesh           | 3               | 2               | 1               | 0               | 0               |
| India                | 3               | 0               | 3               | 0               | 0               |
| Indie Occidentali    | 6               | 1               | 5               | 0               | 0               |
| Inghilterra          | 7               | 0               | 7               | 0               | 0               |
| Irlanda              | 13              | 3               | 8               | 1               | 1               |
| Nuova Zelanda        | 5               | 0               | 5               | 0               | 0               |
| Pakistan             | 7               | 0               | 7               | 0               | 0               |
| Sudafrica            | 8               | 1               | 6               | 0               | 1               |
| Sri Lanka            | 6               | 0               | 6               | 0               | 0               |
| Zimbabwe             | 7               | 3               | 4               | 0               | 0               |
| vs Associate Members |                 |                 |                 |                 |                 |
| Bermuda              | 7               | 6               | 1               | 0               | 0               |
| Canada               | 12              | 10              | 0               | 0               | 2               |
| Emirati Arabi Uniti  | 5               | 3               | 2               | 0               | 0               |
| Kenya                | 10              | 7               | 3               | 0               | 0               |
| Namibia              | 5               | 4               | 1               | 0               | 0               |
| Nepal                | 7               | 3               | 4               | 0               | 0               |
| Oman                 | 3               | 1               | 2               | 0               | 0               |
| Scozia               | 16              | 6               | 9               | 0               | 1               |
| Stati Uniti          | 3               | 3               | 0               | 0               | 0               |
| Totale               | 146             | 56              | 84              | 1               | 5               |

### T20I
Aggiornato all'11 luglio 2025 
| Nazionale            | P               | W               | L               | T               | NR              |
| vs Full Members      | vs Full Members | vs Full Members | vs Full Members | vs Full Members | vs Full Members |
| -------------------- | --------------- | --------------- | --------------- | --------------- | --------------- |
| Afghanistan          | 4               | 2               | 2               | 0               | 0               |
| Bangladesh           | 5               | 1               | 4               | 0               | 0               |
| India                | 1               | 0               | 1               | 0               | 0               |
| Inghilterra          | 2               | 2               | 0               | 0               | 0               |
| Irlanda              | 15              | 7               | 7               | 0               | 1               |
| Nuova Zelanda        | 3               | 0               | 3               | 0               | 0               |
| Pakistan             | 2               | 0               | 2               | 0               | 0               |
| Sudafrica            | 3               | 1               | 2               | 0               | 0               |
| Sri Lanka            | 4               | 0               | 4               | 0               | 0               |
| Zimbabwe             | 5               | 3               | 2               | 0               | 0               |
| vs Associate Members |                 |                 |                 |                 |                 |
| Bermuda              | 1               | 0               | 1               | 0               | 0               |
| Canada               | 5               | 3               | 2               | 0               | 0               |
| Emirati Arabi Uniti  | 9               | 5               | 4               | 0               | 0               |
| Guernsey             | 1               | 1               | 0               | 0               | 0               |
| Hong Kong            | 3               | 2               | 1               | 0               | 0               |
| Italia               | 1               | 1               | 0               | 0               | 0               |
| Jersey               | 1               | 1               | 0               | 0               | 0               |
| Kenya                | 6               | 4               | 2               | 0               | 0               |
| Malaysia             | 2               | 1               | 0               | 1               | 0               |
| Namibia              | 5               | 3               | 1               | 0               | 1               |
| Nepal                | 15              | 7               | 6               | 1               | 1               |
| Oman                 | 7               | 4               | 2               | 0               | 1               |
| Papua Nuova Guinea   | 3               | 2               | 1               | 0               | 0               |
| Scozia               | 18              | 8               | 10              | 0               | 0               |
| Singapore            | 1               | 1               | 0               | 0               | 0               |
| Stati Uniti          | 3               | 3               | 0               | 0               | 0               |
| Uganda               | 1               | 1               | 0               | 0               | 0               |
| Totale               | 126             | 63              | '57             | 2               | 4               |